# Хиккерсбергер, Йозеф
Йо́зеф Хи́ккерсбергер (нем. Josef Hickersberger; род. 27 апреля 1948, Амштеттен, Австрия) — австрийский футболист и футбольный тренер. Выступал на позиции защитника.

## Карьера

### Игровая
В середине 1970-х игрок национальной сборной Австрии, участник финального турнира чемпионата мира 1978 года. За сборную сыграл 39 матчей и забил 5 мячей, при чём три из них — 30 апреля 1972 года в ворота сборной Мальты в отборочном матче чемпионата мира 1974 года.
Играл в клубах «Аустрия» Вена, «Фортуна» Дюссельдорф, «Рапид» Вена и других. Трёхкратный чемпион Австрии, трёхкратный обладатель Кубка Австрии.

### Тренерская
В 1987 году в качестве главного тренера возглавил национальную сборную, в 1990 году вывел команду в финальную часть Чемпионата мира в Италии. В 2005 году стал Чемпионом Австрии, как тренер с клубом «Рапид». В 2006—2008 годах снова возглавлял сборную Австрии, в том числе на домашнем чемпионате Европы 2008 года. В 2008 году возглавил клуб из ОАЭ «Аль-Вахда» Абу-Даби. С 1 июля по 20 октября  2010 года - главный тренер сборной Бахрейна.